# عبدالحلیم محمد
عبدالحلیم محمد (به انگلیسی: Abdel Halim Muhammad) (زادهٔ ۱۰ آوریل ۱۹۱۰ – درگذشتهٔ ۱۶ آوریل ۲۰۰۹) یک سیاست‌مدار و پزشک اهل سودان بود. او از ۱۹۶۸ تا ۱۹۷۲ سومین رئیس کنفدراسیون فوتبال آفریقا پس از آن برای بار دیگر از ۱۹۸۷ تا ۱۹۸۸ دوباره منصوب شد.

## زندگی
او در دهم آوریل ۱۹۱۰ در شهرستان هشامب، ام درمان، متولد شد و در دهم آوریل ۲۰۰۹ نود و نهمین سال زندگی خود را به پایان رساند .
او در دانشکده پزشکی کیچنر (که در حال حاضر دانشکده پزشکی است) در دانشگاه خارطوم پزشکی خواند . او به عنوان مدیر بیمارستان خارطوم ، اولین رئیس شورای دانشگاه خارطوم و عضو اولین شورای حاکمیتی پس از استقلال فعالیت کرد. او به همراه همکارانش تسما از اتیوپی و محمد احمد از مصر ، کنفدراسیون فوتبال آفریقا را تأسیس کرد . پس از مرگ تسما، او ریاست اتحادیه را بر عهده گرفت و در تأسیس اتحادیه عرب نقش داشت.
او رهبری تحریم بازی‌های مونترال به دلیل آپارتاید و تحریم بازی‌های مسکو به دلیل حمله آن به افغانستان را بر عهده داشت .